# Master of the Moon
Master of the Moon är det tionde studioalbumet av hårdrocksgruppen Dio, utgivet 2004. På grund av Ronnie James Dios död den 16 maj 2010 är detta gruppens sista studioalbum, då Dio var grundaren och kärnan i bandet.

## Låtlista
1. "One More for the Road" - 3:17
2. "Master of the Moon" - 4:19
3. "The End of the World" - 4:39
4. "Shivers" - 4:16
5. "The Man Who Would Be King" - 4:59
6. "The Eyes" - 6:28
7. "Living the Lie" - 4:26
8. "I Am" - 5:00
9. "Death by Love" - 4:22
10. "In Dreams" - 4:26
11. "Prisoner of Paradise" (bonusspår på japansk utgåva)

## Medverkande
- Ronnie James Dio - sång
- Craig Goldy - gitarr, keyboard
- Jeff Pilson - bas
- Scott Warren - keyboard
- Simon Wright - trummor